# Cuir artificiel

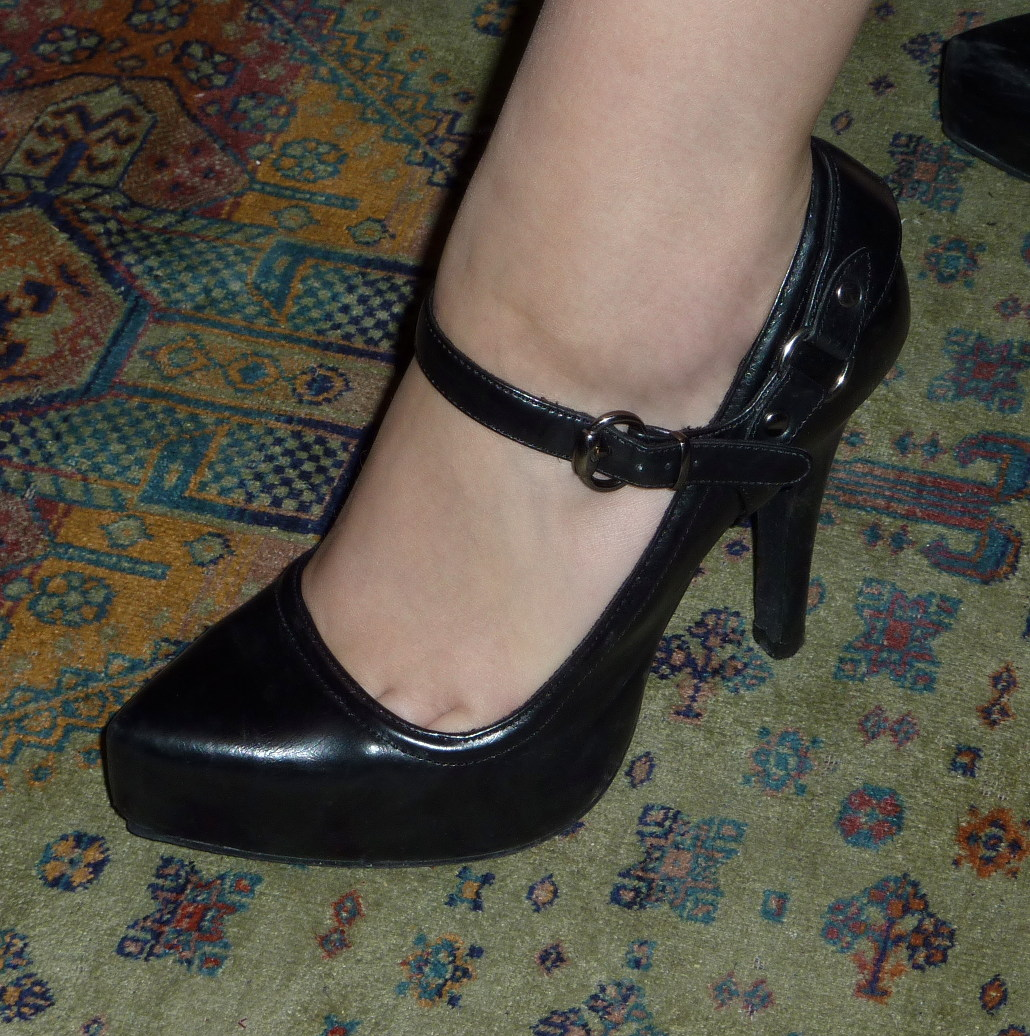
Femme portant des escarpins noirs en cuir artificiel.

Le cuir artificiel, cuir synthétique, simili-cuir, ou faux cuir est un matériau artificiel destiné à reproduire l'apparence du cuir naturel, sous divers aspects.

## Généralités

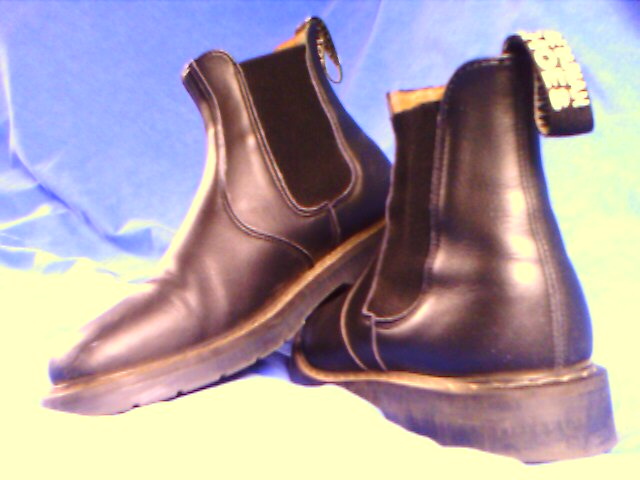
Bottines en cuir végan plastique (polyuréthane).

Sous le nom de cuir artificiel, simili-cuir, t.e.p (tissu enduit de plastique) ou Skaï (marque déposée), de larges quantités de matériaux ayant, plus ou moins, une surface similaire à celle du cuir sont utilisés, principalement dans les domaines de l'ameublement, la chaussure, la maroquinerie, le vêtement ou la sellerie automobile.  
Il existe une diversité considérable dans la préparation de ces types de matériaux. Le cuir synthétique, issu de matière plastique, sert souvent dans la fabrication des vêtements.
Différents termes sont utilisés commercialement : cuirette (québécisme), skai (marque déposée allemande), simili-cuir, cuir végan ou dans l’industrie de la mode on parle de PU. Ce type de matériau est souvent choisi pour des raisons éthiques ou comme matériau ayant une différente manière d'utilisation, mais une même texture que le cuir. En revanche, la production n'est pas sans poser des problèmes écologiques car cette industrie est très polluante. C'est pour cette raison que certaines sociétés se tournent vers le recyclage de bouteilles pour produire leurs simili-cuirs. Un désavantage de la cuirette est qu'elle n'est pas poreuse et qu'elle ne permet pas à l'air de la traverser, ce matériau est utilisé le plus souvent pour le gainage de livres, de housse de mobile, de surface rigide à recouvrir. Auparavant, la cuirette était aussi utilisé pour le recouvrement d'appareils photo ou de radios portatives. Lors d'un incendie, la cuirette peut causer de sérieux dommages, car elle est facilement inflammable, elle brûle vigoureusement et peut fondre.

## Simili-cuir en matière plastique
La fabrication de ce type de cuir exploite des fibres naturelles ou synthétiques sur lesquelles est ajoutée une couche de PVC ou anciennement de cellulose.

## Simili-cuir en plastique recyclé
De plus en plus de marques fabriquent leurs produits avec des matériaux issus du recyclage. C'est le cas notamment de Adidas qui a conçu certains de ses modèles avec Parley Ocean Plastic, du plastique est récolté le long de récifs, d'îles et du littoral, puis est réutilisé dans la fabrication de chaussures. Adidas a pour ambition d'en finir avec le polyuréthane vierge d'ici à 2025 et de n'utiliser que du polyuréthane recyclé.

## Substituts d'origine végétale
Il existe plusieurs produits d'origine végétale qui peuvent être utilisés comme alternative au cuir classique, avec un aspect proche.  De nombreuses études font état de textiles à base de feuilles d'ananas, recouvertes ou non d'un revêtement de surface, ou de textiles composites combinant fibres de feuilles d'ananas tissées avec des matériaux tels que polypropylène, esters de vinyle, ou autres polyesters. Le Piñatex (marque déposée) est obtenu par feutrage des fibres des feuilles d'ananas, et trouve ses origines aux Philippines.

## Substituts d'origine fongique
Pour un article plus général, voir mycomatériau.
Le cuir artificiel issu de mycomatériaux dérivés de la biomasse fongique pourrait être une alternative rentable, socialement et écologiquement responsable aux cuirs animaux et synthétiques pour une utilisation dans l'ameublement, l'habillement, les chaussures et les équipements sportifs. Le cuir de champignons est extrait du mycélium constituant la croissance végétative des champignons. Il est cultivé sur des sous-produits forestiers ou agricoles à faible coût, tels que la sciure, avant d'être traité physiquement et chimiquement pour produire des matériaux dont l'apparence et les propriétés physiques sont comparables à celles des cuirs bovins et synthétiques. Ce matériau est entièrement biodégradable en fin de vie à moins qu'il ne soit hybridé avec d'autres tissus ou polymères, tels que le polyester et l'acide polylactique. Au début des années 2020, le cuir de champignons est considéré comme très prometteur et plusieurs sociétés de biotechnologie dans le monde le commercialisent.

## Substituts d'origine bactérienne
Certaines bactéries produisent naturellement de la cellulose qui pourrait servir de substitut au cuir animal dans les secteurs de la chaussure, de l'habillement, de l'ameublement et de l'automobile. 
Cette idée repose sur la production industrielle de fibres de cellulose par des espèces du genre Komagataeibacter, connues pour leur rôle dans le thé kombucha. Ces micro-organismes, seuls ou en combinaison avec d'autres bactéries et levures, produisent par voie aérobie des pellicules de cellulose qui s'accumulent dans le milieu extracellulaire. Une fois séchées, elles produisent un matériau résilient semblable au cuir dont les propriétés physiques et tactiles ressemblent au cuir animal utilisé dans l'industrie de la chaussure. Ce matériau est doux, malléable et plus de 10 fois plus résistant que la cellulose végétale. Il est hautement hydrophile (il peut stocker plus de 90 % de son propre poids en eau). Ce dernier point est bénéfiques dans certaines applications, mais constitue un inconvénient crucial dans la fabrication de chaussures. Pour pallier cet inconvénient, des polymères hydrophobes pourraient être liés à la cellulose, mais des problèmes de stabilité de l'ensemble restent à résoudre.
Contrairement aux peaux animales, les feuilles de cellulose bactérienne pourraient être produites avec des bords droits, être dépourvues de cicatrices, de marques et d'autres défauts, et ne varieraient pas d'un lot à l'autre. Un fluide imprimable pourrait être produit et utilisé pour imprimer des chaussures ou autres produits en 3D. On peut s'attendre à ce que le cuir d'origine bactérienne subisse une biodégradation rapide, sans lixiviation de composés toxiques dans les eaux.
Cependant, en 2019, malgré l'intérêt porté par l'industrie et le monde universitaire, la cellulose bactérienne reste très chère à cause de ses coûts de production, ce qui en fait une alternative au cuir irréaliste en l'état.